# Glass of Water
Glass of Water è un album discografico del contrabbassista jazz statunitense Leroy Vinnegar, pubblicato dall'etichetta discografica Legend Records Co. nel novembre del 1973.

## Tracce

### LP
Lato A
1. Twila – 6:10 (Leroy Vinnegar)
2. Funny Time – 8:35 (Leroy Vinnegar)
3. Glass of Water – 4:30 (Leroy Vinnegar)

Lato B
1. Damn! Somebody Stole My Pants – 4:00 (Leroy Vinnegar)
2. My Romance – 7:10 (Lorenz Hart, Richard Rodgers)
3. Muffin Man – 7:00 (Hampton Hawes)
4. Hey Mon – 3:00 (Leroy Vinnegar)

## Musicisti
- Leroy Vinnegar - contrabbasso
- Dwight Dickerson - piano
- Chuck Carter - batteria
- Michel Barrere - percussioni

Note aggiuntive
- Leroy Vinnegar - produttore
- Woody Woodward - art direction copertina album originale
- David Hamburger - foto copertina album originale[2]